# 那珂川市立安徳北小学校
那珂川市立安徳北小学校（なかがわしりつ あんとくきたしょうがっこう）は、福岡県那珂川市五郎丸一丁目にある公立小学校。

## 態様
那珂川市北部、那珂川と梶原川に挟まれた、五郎丸街区の一角に所在する。

## 沿革
- 1975年6月10日 - 那珂川町立安徳小学校からの分離をもって那珂川町立安徳北小学校が開校。
- 2018年10月1日 - 那珂川市の市制施行に伴い那珂川市立安徳北小学校に改称[1]。

## 交通
わずか北を県道56号が東西に走っている。最寄の鉄道駅はJR博多南駅。

## 周辺
- 天神社

東方、松木街区1丁目地点に存在。
- 那珂川市立安徳小学校

南東に所在。
- 那珂川市立那珂川中学校

南西に所在。